# Anatoli Lein
Anatoli Lein (rus: Анатолий Яковлевич Лейн)  (Sant Petersburg, 28 de març de 1931 - Beachwood, 1 de març de 2018) va ser un jugador d'escacs jueu d'origen soviètic, nacionalitzat estatunidenc. Obtingué el títol de Mestre Internacional el 1964, i el de Gran Mestre el 1968.
|  |

## Resultats destacats en competició
Lein va guanyar dos cops el Campionat de Rússia (quan era la RSFS de Rússia), els anys 1963, a Txeliàbinsk, i el 1966 (ex aequo) a Saràtov. El 1971 va guanyar el Campionat d'escacs de la ciutat de Moscou. D'entre els torneigs que ha guanyat, en destaquen el de Moscou 1970 (1r ex aequo), Cienfuegos 1972, Novi Sad 1972, Novi Sad 1973, i Grand Manan 1984.
El 1976 va emigrar als Estats Units, on va quedar primer a l'U.S. Open d'aquell any, en què també fou primer a la quarta edició del World Open a Nova York, amb 8 punts de 9 possibles, empatat amb Bernard Zuckerman. Ha participat en les Olimpíades d'escacs, representant els Estats Units, l'any 1978 a Buenos Aires. Lein fou el tercer tauler de l'equip estatunidenc, que va quedar en tercera posició final i fou per tant medalla de bronze.
Ha estat campió de Nova Jersey entre 1992 i 1994.

## Partides destacades
Ujtumen-Lein, Moscou 1961 
1.e4 e5 2.Cf3 Cc6 3.Ab5 Cd4 4.Cxd4 exd4 5.O-O c6 6.Ac4 Cf6 7.Te1 d6 8.c3 Cg4 9.h3 Ce5 10.Af1 d3 11.f4 Db6+ 12.Rh1 h5 13.fxe5 Ag4 14.Db3 Df2 15.Dxb7 Td8 16.Td1 Axd1 17.Dxc6+ Re7 18.Dc7+ Td7 19.exd6+ Rf6 20.e5+ Rxe5 21.Dxd7 Dxf1+ 22.Rh2 Axd6 23.c4 Df4+ 24.Rh1 Rf6 0-1
Ashley-Lein, Obert de Nova York 1989 
1.c4 e5 2.Cc3 Cf6 3.Cf3 Cc6 4.e4 d6 5.h3 g6 6.g3 Ag7 7.Ag2 O-O 8.O-O Cd7 9.d3 Cc5 10.Ae3 Ce6 11.Tb1 a5 12.Dd2 Ccd4 13.Ce2 Cxe2+ 14.Dxe2 f5 15.exf5 gxf5 16.Ad2 Ad7 17.Ac3 Ac6 18.Tbd1 Df6 19.Tfe1 Tae8 20.b3 f4 21.g4 h5 22.gxh5 Df7 23.Aa1 Dxh5 24.Rh2 Cg5 25.Cxg5 f3! 26.Cxf3 Axf3 27.Df1 Ah6 28.Axf3 Txf3 29.Dg2+ Rf7 30.Dg4 Txh3+! 31.Dxh3 Af4+ 32.Rg2 Tg8+ 33.Dg3 Txg3+ 34.fxg3 Dg4 0-1

Lein-Benjamin, Campionat dels Estats Units, 1986 
1.d4 Cf6 2.Cf3 e6 3.c4 b6 4.Cc3 Ab4 5.Ag5 h6 6.Ah4 Axc3+ 7.bxc3 Ab7 8.Cd2 d6 9.f3 Cbd7 10.e4 g5 11.Af2 Ch5 12.g3 f5 13.Ad3 Df6 14.De2 O-O 15.h4 Cg7 16.Th2 c5 17.hxg5 Dxg5 18.Th3 cxd4 19.cxd4 fxe4 20.Cxe4 Da5+ 21.Rf1 h5 22.Rg1 d5 23.cxd5 Dxd5 24.Tf1 Cf6 25.Th4 Tac8 26.Tf4 Cxe4 27.fxe4 Dd6 28.Ae3 Txf4 29.Txf4 Tc3 30.Ac4 b5 31.Ab3 a5 32.Dd2 Db4 33.d5 a4 34.d6 axb3 35.d7 b2 36.d8=D+ Rh7 37.Tf7 b1=D+ 38.Rf2 D1xe4 39.Txg7+ Rxg7 40.D2d7+ 1-0